# Johann Christoph Schleicher
Pour les articles homonymes, voir Schleicher.
Johann Christoph Schleicher, né le 26 février 1768 à Hofgeismar et mort le 27 août 1834 à Bex, est un botaniste, bryologue, mycologue, ptéridologue et phycologue suisse. D'origine allemande, il a fondé un jardin botanique et une herboristerie à Bex.